# Millowitsch-Theater

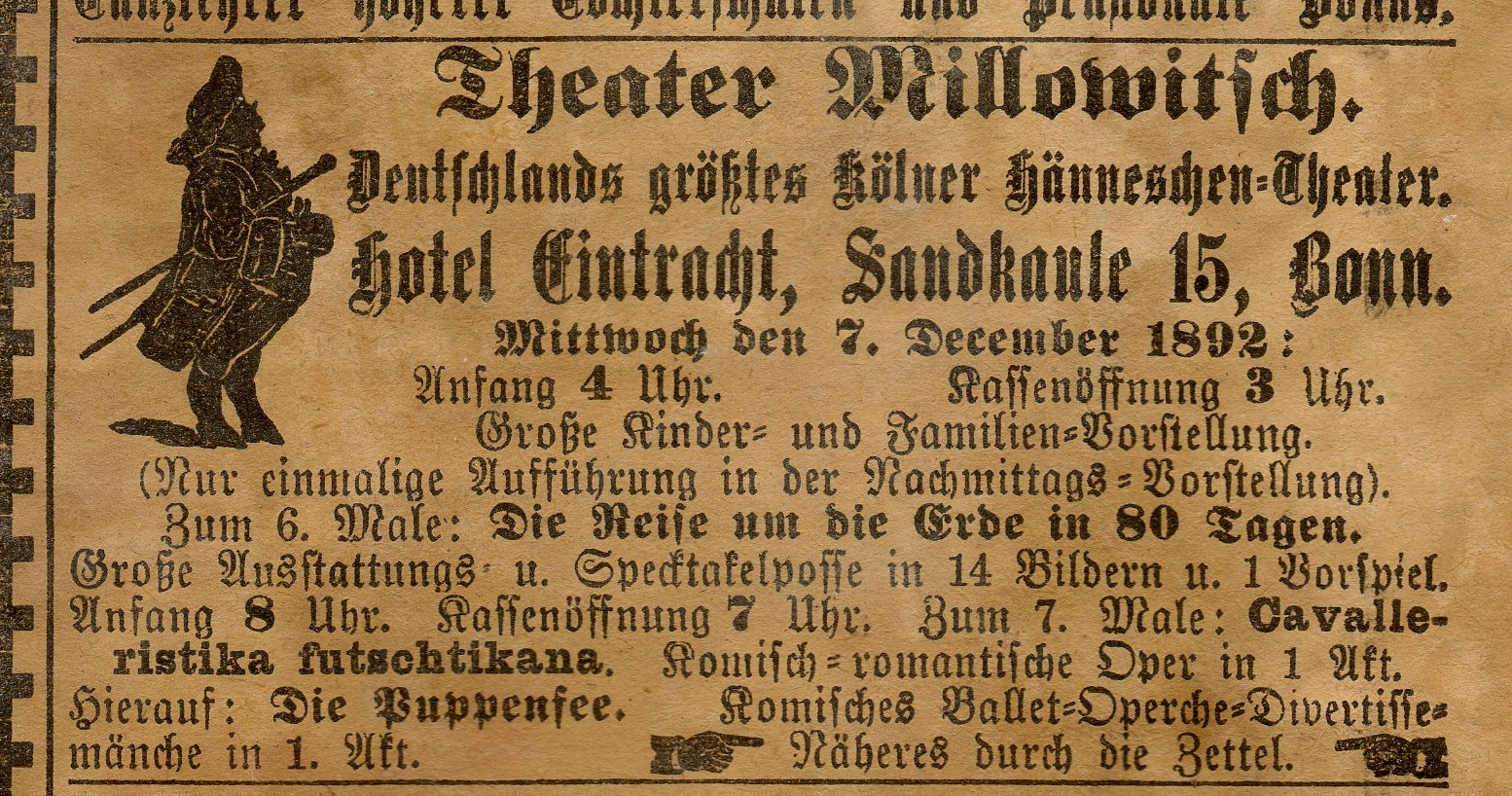
Zeitungsanzeige von 1892

Das Millowitsch-Theater war ein privates Theater in Köln, das durch den Volksschauspieler Willy Millowitsch überregional bekannt wurde. Es zählte durch die 1953 begonnenen Fernsehübertragungen zu den bekanntesten Mundartbühnen Deutschlands, die ihre Stücke für das überregionale Publikum überwiegend in einem stark dialektal gefärbten Hochdeutsch darboten. Von 1936 bis 2014 besaß das Ensemble mit seiner Spielstätte in der Aachener Straße eine der größten privat geführten Kölner Bühnen. Das Gebäude wurde ebenfalls als Millowitsch-Theater bezeichnet. 
2015 wurde die Bühne von neuen Betreibern übernommen und in Volksbühne am Rudolfplatz umbenannt. Von da an wurde das Haus nur noch die Hälfte des Jahres von Peter Millowitsch und seinem Ensemble bespielt, in der restlichen Zeit standen Gastspiele, Events und Konzerte auf dem Programm. Am 25. März 2018 löste Millowitsch sein Ensemble nach sieben Generationen aus wirtschaftlichen und Altersgründen auf, seitdem wird das Programm der Volksbühne am Rudolfplatz ganzjährig von der neuen Geschäftsleitung gestaltet.

## Geschichte
1792 fand der Name Millowitsch mit dem Lohkuchenhändler und Puppenspieler Michael Millowitsch erstmals in Köln Erwähnung. 1793 wurde der Sohn Franz Andreas geboren († 1875), der das Stockpuppentheater von seinem Vater übernahm. Nachdem im November 1822 im rechtsrheinischen Köln die Deutzer Schiffbrücke fertiggestellt worden war, unterhielt er mit einem mobilen Theater die Passanten, die auf die Öffnung der Brücke warteten, wenn ein Schiff vorbeifuhr.
1830 wurde Sohn Josef Caspar geboren, der eine feste Spielstätte in Köln bezog; es wurde noch immer mit Stockpuppen gespielt. Hierfür beantragte am 16. August 1843 Franz Andreas Millowitsch die Konzession; am 27. November 1845 wurde die Konzession für eine Wanderbühne erbeten. Doch die Bezirksregierung lehnte die Anträge wegen des bereits bestehenden Hänneschen-Theaters ab. Im November 1847 spielte er mit einem Gewerbeschein in Deutz, eröffnete 1849 ein kleines Theater in der Weyerstraße und übergab dieses 1865 an seinen Sohn Josef Caspar Millowitsch. Dieser starb 1867, und erst die nächste Generation mit Wilhelm Josef Millowitsch, der 1854 zur Welt kam, stellte das Theater auf echte Schauspieler um. So trat die Familie erstmals am 1. Mai 1895 als „Kölner plattdeutsche Volksbühne“ am Neumarkt auf.
Wilhelm Josef Millowitsch spielte zwar nach wie vor die traditionellen Puppentheaterstücke mit Figuren wie dem Hänneschen oder Tünnes und Schäl, aber nach und nach verlagerte sich der Schwerpunkt auf Revuestücke wie die Reise um die Erde in 80 Tagen. Er starb 1909, und seine Frau Emma übernahm bis 1920 die Leitung des Theaters. Danach führte der 1880 geborene Sohn Peter Wilhelm Millowitsch die Bühne. Wegen der Wirtschaftskrise war das Theater gezwungen, an ständig wechselnden Orten zu spielen, bis sich Peter Millowitsch 1936 am heutigen Standort in der Nähe des Rudolfplatzes in Köln niederließ. Am 16. Oktober 1936 wurde mit dem Stück Mädchen für alles die Premiere im neuen Haus gefeiert. Das Gebäude in der Aachener Straße 5 beherbergte bis dahin die Coloniasäle, in denen Tanzveranstaltungen, aber im Ersten Weltkrieg auch militärische Musterungen durchgeführt worden waren. 1940 übernahm Peters Sohn, Willy Millowitsch, die Leitung des Hauses. Im Januar 1945 starb Peter Wilhelm Millowitsch. 
Die Bombenangriffe des Zweiten Weltkriegs beschädigten das Theater nur wenig, und so konnte der Spielbetrieb auf Wunsch von Konrad Adenauer, dem damaligen Kölner Oberbürgermeister, am 19. Oktober 1945 mit dem Dreiakter Das Glücksmädel wieder aufgenommen werden. Nach dem Krieg leitete Willy Millowitsch das Theater zusammen mit seiner Schwester Lucy, mit der er bis 1969 große Erfolge auf der Bühne feierte.
Am 27. Oktober 1953 wurde mit dem Stück Der Etappenhase des niederdeutschen Dichters Karl Bunje vom NWDR die erste Live-Übertragung eines Bühnenstücks im deutschen Fernsehen ausgestrahlt. Die als Ersatz für eine ausgefallene Sportübertragung gedachte Aufführung machte das Millowitsch-Theater deutschlandweit bekannt. Es spezialisierte sich fortan überwiegend auf das Genre des derb-komischen Schwankes. In diesem Genre folgten mehr als 100 weitere Stücke, von denen viele zu Straßenfegern wurden wie Schneider Wibbel, Tante Jutta aus Kalkutta mit einer Einschaltquote von 88 % und Et fussig Julche, in dem Tochter Mariele Millowitsch einen ihrer ersten Auftritte hatte.
Weitere Publikumslieblinge waren über viele Jahre die Kölner Volksschauspielerin Elsa Scholten, die seit 1920 am Millowitsch-Theater spielte, sowie Franz Schneider (ab etwa 1946), Lotti Krekel (ab 1958), Frank Barufski (ab 1959), Walter Hoor und Barbie Steinhaus (etwa ab 1971). Zu den nicht theatergebundenen Mitwirkenden gehörten Bubi Scholz und Günter Lamprecht (Der Meisterboxer), Peter René Körner (Tante Jutta aus Kalkutta) und Eddi Arent (Der müde Theodor). Auch Trude Herr, die später ein eigenes Volkstheater in Köln gründete, übernahm von 1948 an kleine Rollen am Millowitsch-Theater.
1998 wurde das Theater von Willys Sohn Peter übernommen; Willy Millowitsch starb 1999. Es wurden weiterhin Schwänke gespielt, die überwiegend Peter Millowitsch schrieb. Zudem traten beliebte Gesangsgruppen wie die Bläck Fööss, die Paveier und De Räuber sowie andere Kölner Ensembles wie die Wise Guys und Basta im Millowitsch-Theater auf.

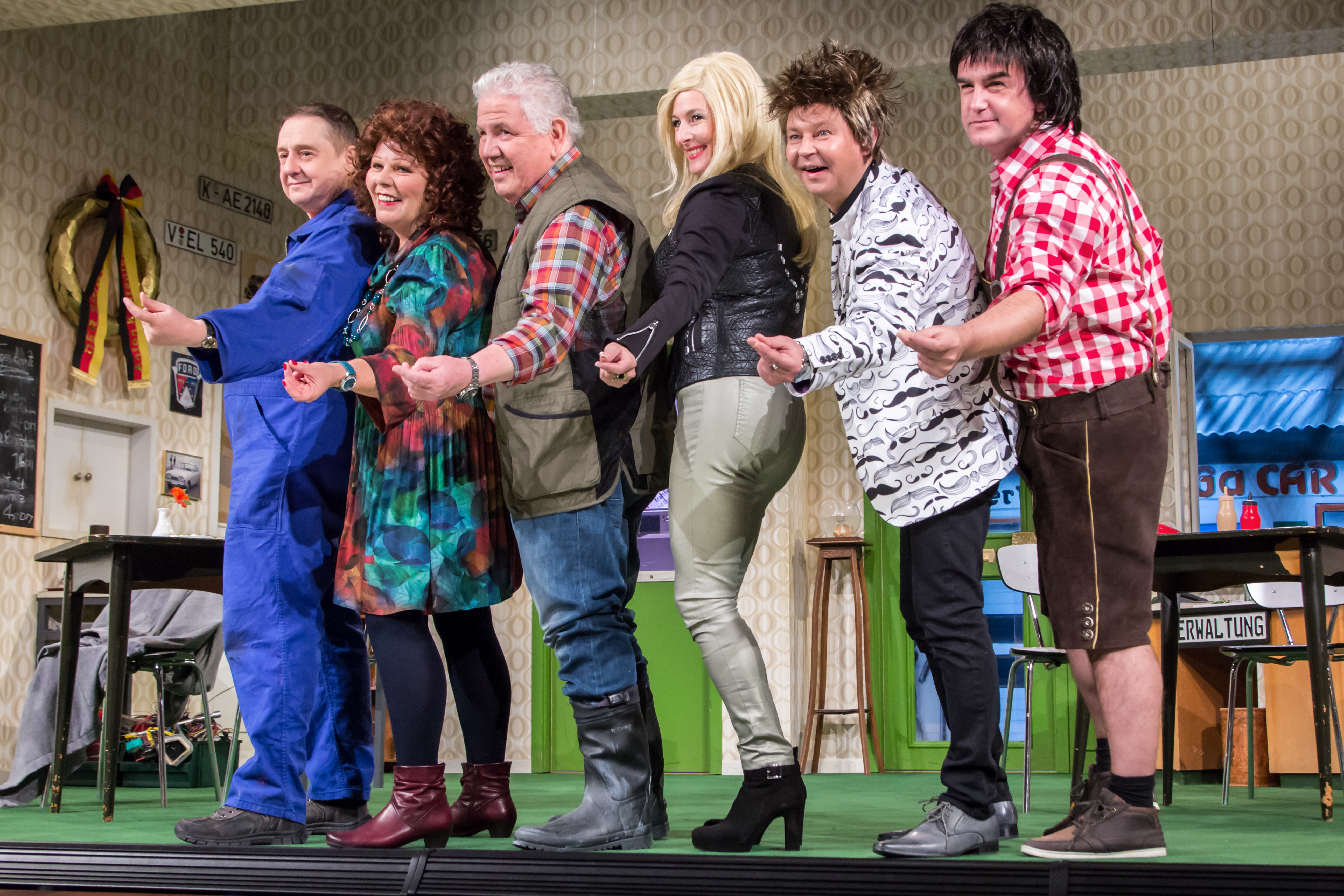
Das Ensemble des Millowitsch-Theaters bei Käsch in de Täsch, 2015: Leo Mader, Samy Orfgen, Peter Millowitsch, Ariana Weil, Dmitri Alexandrov, Robert Sertic

Seit Anfang 2015, verbunden mit einer umfangreichen Sanierung des Theaters, firmiert die Spielstätte unter der Bezeichnung Volksbühne am Rudolfplatz. Getragen vom Verein Freie Volksbühne Köln, verfügt der Saal über 402 Plätze, davon 356 im Parkett und 46 auf dem Balkon. Das Theater wurde jeweils ein halbes Jahr lang von Peter Millowitsch mit dem Millowitsch-Theater genutzt. In der anderen Jahreshälfte folgten zunächst Veranstaltungen der Theater-, Konzert- und Gastspieldirektion Otto Hofner GmbH. Die verbleibenden fünf Monate nutzte die Volksbühne am Rudolfplatz selbst die Spielstätte und setzte dabei auf Comedy-, Kabarett- und Musikdarbietungen.
Das Theater war weiterhin Sitz der Millowitsch Theater GmbH. Ende 2016 beendete der WDR die langjährige Zusammenarbeit, damit endeten die Fernsehübertragungen, die das Theater überregional bekannt gemacht hatten. Am 25. März 2018 fand mit dem Stück Wer weiß wofür et jot es die letzte Vorstellung des Millowitsch-Theaters statt. Das Theatergebäude wird weiterhin durch die Volksbühne am Rudolfplatz genutzt.

## Theaterstücke(Auswahl großer Erfolge; Premierendatum)
- So leben wir alle Tage (11. Oktober 1933)
- Mädchen für alles (16. Oktober 1936)
- Das Glücksmädel (19. Oktober 1945, 15. Mai 1954, 1984)
- Der Etappenhase (27. Oktober 1953, 1956, 1969, 1989)
- Drei kölsche Jungen (17. Januar 1954, 1959, 1965 und 1980)
- Et fussig Julche (Prinzess Wäscherin: Die rote Jule) (1954, 1963, 1978)
- Die Zwangseinweisung (1954)
- Der blaue Heinrich (1955, 9. Juli 1960, 1983, 1992)
- Der verkaufte Großvater (1955)
- Pension Schöller (1956, 1968, 1993)
- Die spanische Fliege (16. August 1958)
- Der keusche Lebemann (3. Mai 1959, 1981, 1992)
- Der müde Theodor (1959, 19. Mai 1979)
- Mädchen aus der Spitzengasse (1959)
- Schneider Wibbel (13. Juni 1959)
- Der kühne Schwimmer (1960, 1967)
- Der Meisterboxer (20. Februar 1960, 1968)
- Im Nachtjackenviertel (11. März 1961, 1975)
- Tante Jutta aus Kalkutta (24. März 1962, 1990)
- Die drei Scheinheiligen (4. September 1964)
- Paris ist eine Reise wert (20. Oktober 1966)
- Der doppelte Moritz (1966, 1977)
- Der ungläubige Thomas (3. Mai 1967)
- Paradies der flotten Sünder (19. April 1968)
- Zufall, alles Zufall oder Die vertagte Hochzeitsnacht (1972, 1987)
- Das Geld liegt auf der Bank (1978)
- Das Liebesverbot (22. September 1984)
- Adel verpflichtet zu nichts (1985)
- Das Mädchen aus dem Fahrstuhl (1987)
- Die Prinzessin vom Nil (1987)
- Der wahre Jakob (1988)
- Bei uns im Viertel (1989)
- Der Raub der Sabinerinnen (1991)
- Wo laufen sie denn? (1996)
- Liebesgrüße aus Nippes (1997)
- Der König vom Friesenplatz (1998)
- Mitgemacht, Bargeld lacht (1999)
- Ufos üvverm Aldermaat (2000)
- Klüngel bei Klettenbergs (2001)
- Et kütt wie et kütt (2002)
- Saionara Tante Klara (2003)
- Taxi nach Ehrenfeld (2004)
- Einmol Prinz zo sin (2005)
- D'r Papst kütt (2006)
- Echt Kölnisch Wasser (2007)
- Man kennt sich, man hilft sich (2008)
- Wenn im Puff dat Licht ausjeht (2009)
- Bauer braucht Sau (2010)
- Für eine Handvoll Flönz (2011)
- Tanzmariechen XXL (2012)
- Dat nennt man Camping (2013)
- Annemie ich kann nit mih (2014)
- Käsch in de Täsch (2015)
- Wer weiß wofür et jot es (2018)
- Himmel und Kölle (30. Oktober 2020)